# Etheostoma etowahae
Etheostoma etowahae är en fiskart som beskrevs av Charles Thorold Wood och Mayden, 1993. Etheostoma etowahae ingår i släktet Etheostoma och familjen abborrfiskar. Inga underarter finns listade i Catalogue of Life.